# Suverena država
Suverena država je država s određenim teritorijem koja ima unutrašnju i vanjsku suverenost, stalno stanovništvo, naciju, vladu, nezavisnost od drugih država i mogućnost ulaska u međunarodne odnose s drugim suverenim državama. Vlada suverene države drži pravnu vlast nad čitavom tamošnjom imovinom. Podrazumijeva se da država nije podređena drugoj državi i organizaciji. Međunarodno nepriznate države mogu imati poteškoće pri sklapanju sporazuma i pri uspostavom diplomatskih odnosa s drugim suverenim državama.

## Vanjske poveznice
- Opinions of the Badinter Arbitration Committee at the European Journal of International Law
- A Brief Primer on International Law  Arhivirana inačica izvorne stranice od 10. studenoga 2016. (Wayback Machine) With cases and commentary.  Nathaniel Burney, 2007.
- Official United Nations website
- Official UN website on International Law
- Official website of the International Court of Justice  Arhivirana inačica izvorne stranice od 15. svibnja 2007. (Wayback Machine)